# Christoph Cech

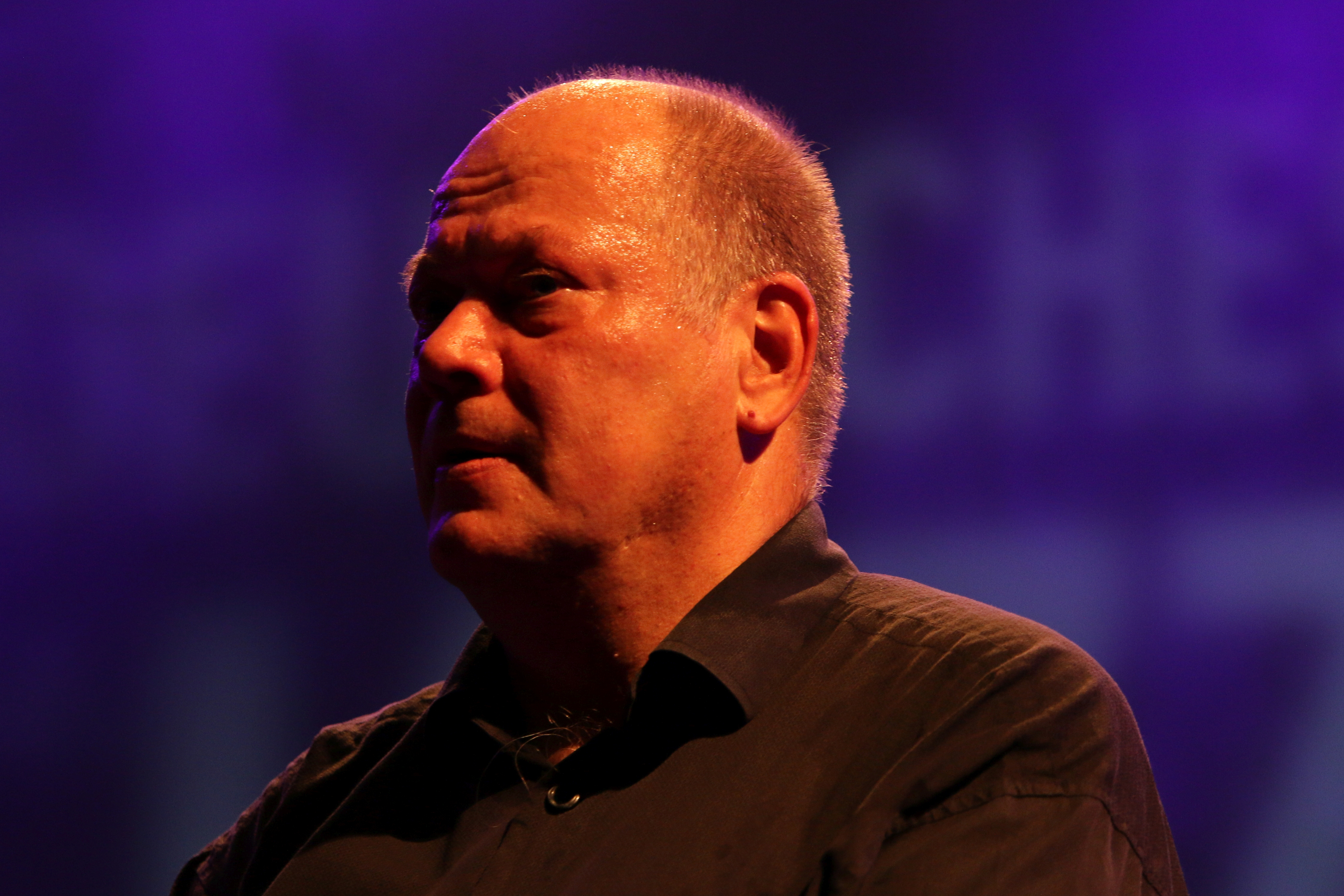
Christoph Cech (2015)

Christoph Cech (* 29. Juni 1960 in Wien) ist ein österreichischer Pianist, Komponist und Dirigent, der zunächst vor allem im Bereich des Creative Jazz hervortrat und zeitweilig das Institut für Jazz und improvisierte Musik (JIM) an der Anton Bruckner Privatuniversität Linz leitete.

## Leben und Wirken
Cechs Musikausbildung begann 1967. Auf Klavier- und Schlagwerkunterricht folgte ein Studium von Tonsatz und Jazztheorie am Konservatorium der Stadt Wien (bis 1983).
Seit 1977 ist Cech in zahlreichen Bands tätig, die im Spektrum des experimentellen Jazz angesiedelt sind: Als Komponist und Keyboarder des Trios Jubilo Elf spielte er mit Sängerin Elfi Aichinger und Schlagzeuger Mecky Pilecky in den 1980er Jahren auf internationalen Jazzfestivals. Auf dem französischen Label Thelonious erschien 1991 ihr erstes Album Missing Link. Mit Paganinis Kinder legte Cech ein in der Popmusik angesiedeltes Album vor. Mit der Bigband Nouvelle Cuisine, die er mit Christian Mühlbacher gegründet hatte, spielte er ab 1988 sechs Tonträger ein. Daneben war er im Trio Mondautos, in Camerata Obscura und im Duo mit Bertl Mütter aktiv. Mit Gerald Preinfalk und Per Mathisen erkundete er in Giuffre Zone die Musik Jimmy Giuffres. 1996 war er Mitbegründer, Leiter und Dirigent des im Bereich der zeitgenössischen Musik tätigen Janus Ensembles und trat mit Agnes Heginger und Peter Herbert auf. Seit 2013 führte er als Dirigent mehrfach mit verschiedenen Ensembles das großformatige The Jazz Composer’s Orchestra Update von Michael Mantler auf. 2019 organisierte Cech ein Gedenkkonzert für seinen verstorbenen Kollegen Wolfgang R. Kubizek, das von Ö1 mitgeschnitten und ausgestrahlt wurde.
Cech schrieb neben Kompositionen für Jazzensembles, darunter etwa 100 Stücke für Bigband, auch die Kammeroper Die Befreiung des Modulors, die 1988 am Staatstheater Schwerin uraufgeführt wurde. Sein Klavierkonzert Nr. 1 entstand 1993. An der Wiener Kammeroper wurde 1996 seine Oper Aus allen Blüten Bitternis aufgeführt und 2005 seine Oper Orfeo an der Neuen Oper Wien. Er komponierte sinfonische und Kammermusik, beispielsweise für das Ensemble Die Reihe, das Janus Ensemble und das Trio di Clarone.
Von 1999 bis 2014 war Cech Direktor des Instituts für Jazz und improvisierte Musik an der Bruckneruniversität. 2004 habilitierte er zum Universitätsprofessor im Fach Jazzkomposition. Neben Komposition und Lehrtätigkeit war er fast ein Jahrzehnt lang musikalischer Leiter des Grabenfestes der Österreichischen Beamtenversicherung.

## Preise und Auszeichnungen
Cech erhielt 1988 das Arbeitsstipendium der Stadt Wien, wurde 1992 mit dem ersten Preis beim Kompositionswettbewerb des Konservatoriums der Stadt Wien ausgezeichnet und 1994 wurde ihm der Leibnitzer Kunstpreis für Bigbandkomposition zuerkannt. Nach dem Publicitypreis der Austro Mechana 1997 erhielt er 1998 mit der Nouvelle Cuisine Big Band den Hans-Koller-Preis für die beste Jazz-CD des Jahres: Ultimate Sentences. 2003 errang er den ersten Preis beim Kompositionswettbewerb der Stadt Ternitz und des österreichischen Komponistenbundes. 2013 erhielt er den Würdigungspreis für Musik des Landes Niederösterreich, 2016 den Österreichischen Kunstpreis für Musik. 2018 zeichnete das Land Oberösterreich ihn mit seinem Kulturpreis aus. 2021 gewann er den Kompositionswettbewerb Spheres of a Genius – honoring Leonard Bernstein.

## Schriften
- Keyboard 1-4, Universal Edition 1992
- Spiel dich fit, Universal Edition 2001